# Marañón
|  | Aquest article tracta sobre el municipi de Navarra. Si cerqueu el riu del Perú, vegeu «Riu Marañón». |

Marañón és un municipi de Navarra, a la comarca d'Estella Occidental, dins la merindad d'Estella. Limita amb Lapoblación i Aguilar de Codés al sud, Cabredo al nord i Bernedo a l'oest.

## Demografia
| Evolució demogràfica                               | Evolució demogràfica | Evolució demogràfica | Evolució demogràfica | Evolució demogràfica | Evolució demogràfica | Evolució demogràfica | Evolució demogràfica | Evolució demogràfica | Evolució demogràfica | Evolució demogràfica |
| 1996                                               | 1998                 | 1999                 | 2000                 | 2001                 | 2002                 | 2003                 | 2004                 | 2005                 | 2006                 | 2007                 |
| -------------------------------------------------- | -------------------- | -------------------- | -------------------- | -------------------- | -------------------- | -------------------- | -------------------- | -------------------- | -------------------- | -------------------- |
| 76                                                 | 72                   | 75                   | 72                   | 69                   | 67                   | 64                   | 63                   | 59                   | 51                   | 60                   |
| Fonts: Marañón i Institut d'Estadística de Navarra |                      |                      |                      |                      |                      |                      |                      |                      |                      |                      |